# Красавицата и Звяра (саундтрак, 1991)
Красавицата и Звяра (оригинален саундтрак към филма) (на английски: Beauty and the Beast: Original Motion Picture Soundtrack) е музикален албум, съдържащ музиката от едноименния филм на Дисни от 1991 г. Издаден от Уолт Дисни Рекърдс на 22 октомври 1991 г., първата половина от албума – песни от 2 до 9, съдържа песните от филма, създадени от композитора Алън Менкен и текстописеца Хауърд Ашман, докато втората му половина – песни от 10 до 14, включва музикалната партитура, композирана от Менкен. Въпреки че по-голямата част от съдържанието на албума остава в жанра на музикалния театър, песните също са повлияни от френската, класическата, попмузиката и музиката от Бродуей. Приписван на различни изпълнители, саундтракът включва изпълнения на главния актьорски състав на филма – Пейдж О'Хара, Ричард Уайт, Джеси Корти, Джери Орбач, Анджела Лансбъри, Роби Бенсън и Дейвид Огдън Стиърс – по ред на появата. Освен това в албума участват певците Селин Дион и Пибо Брайсън, които изпълняват поп интерпретация на едноименната тематична песен от филма, която същевременно служи като единствения сингъл от саундтрака.
След труден период, през който Уолт Дисни Фичър Анимейшън се бори да пусне успешни пълнометражни анимационни филми, студиото, вдъхновено от най-новия си анимационен успех Малката русалка (1989), решава да адаптира приказката Красавицата и Звяра в анимационен музикален филм. Джефри Катценберг, председател на Уолт Дисни Студиос, нарежда продукцията на филма да започне от нулата, тъй като немузикалната версия не го впечатлява, и наема Хауърд Ашман и Алън Менкен, които наскоро завършват музиката към Малката русалка, за да напишат песните за Красавицата и Звяра. Дион и Брайсън са наети да запишат поп версия на заглавната песен на филма, за да се привлече вниманието на медиите към продукцията.
Подобно на филма, саундтракът има огромен успех от критиците, получавайки всеобща похвала и признание както от филмовите, така и от музикалните критици. Музиката, включена в албума, печели няколко награди, включително наградата Златен глобус за най-добра оригинална музика, наградата на Академията за най-добра оригинална музика и награда Грами за най-добър саундтрак, създаден за филм или за телевизия. Неговото заглавно парче и единствен сингъл, Beauty and the Beast, постига подобен успех, печелейки наградата Златен глобус за най-добра оригинална песен, наградата на Академията за най-добра оригинална песен и наградите Грами както за най-добра песен, написана за визуални медии, така и за най-добро поп изпълнение от дует или група с вокали. Саундтракът е номиниран и за награда Грами за албум на годината.
Албумът е издаден на компактдиск, грамофонна плоча и за цифрово изтегляне.

## Предистория
През 70-те и 80-те години Уолт Дисни Фийчър Анимейшън прави опити да издаде анимационен филм, който да постигне успеха на някой от по-ранните продукции на студиото. През 1989 г. Уолт Дисни Пикчърс издава Малката русалка, анимационен мюзикъл, включващ песни, написани от текстописеца Хауърд Ашман, който е и продуцент на филма, и композирани от Алън Менкен. Малката русалка получава критичен и търговски успех. Надявайки се да пусне филм, който да постигне подобен успех, студиото решава да адаптира приказката Красавицата и Звяра на Жан-Мари Льопренс дьо Бомон в анимационен филм.
Преди да се ангажират професионално с Дисни, Ашман и Менкен си сътрудничат по музикална адаптация на Малък магазин за ужаси и нейната последваща музикална филмова адаптация. След опита на студиото да адаптира Красавицата и Звяра в немузикален анимационен филм под ръководството на Ричард Пардъм главният изпълнителен директор на Дисни Джефри Катценберг, недоволен от идеята, към която се е насочил филмът, нарежда да бъде бракуван и започнат от нулата, но под формата на мюзикъл. Каценберг наема Ашман и Менкен да напишат песните за филма.

### Влошеното здраве на Ашман
Първоначално Ашман не е склонен да се съгласи да работи по Красавицата и Звяра, тъй като наскоро е диагностициран със СПИН. Освен това той вече е започнал да пише песни за филма Аладин (1992). Здравето на Ашман започва да се влошава скоро след като завършва Малката русалка. Той обаче иска болестта му да остане в тайна и решава да разкаже на малцина за нея. Твърде слаб, за да пътува, Ашман иска да му бъде позволено да работи върху песните за филма от дома си, което кара Менкен и създателите на филма често да пътуват от студиото на филма в Бърбанк, Калифорния до дома му в Ню Йорк, за да си сътрудничат с него. Ашман написва по-голямата част от текстовете на песента на смъртния си одър.